# Associatie van moerasspirea en echte valeriaan
De associatie van moerasspirea en echte valeriaan (Valeriano-Filipenduletum) is een associatie uit het moerasspirea-verbond (Filipendulion). Het omvat gelaagde, natte ruigtegemeenschappen langs wateren. De associatie komt niet voor in brakke, uitgesproken kalkrijke of fosfaatrijke standplaatsen.

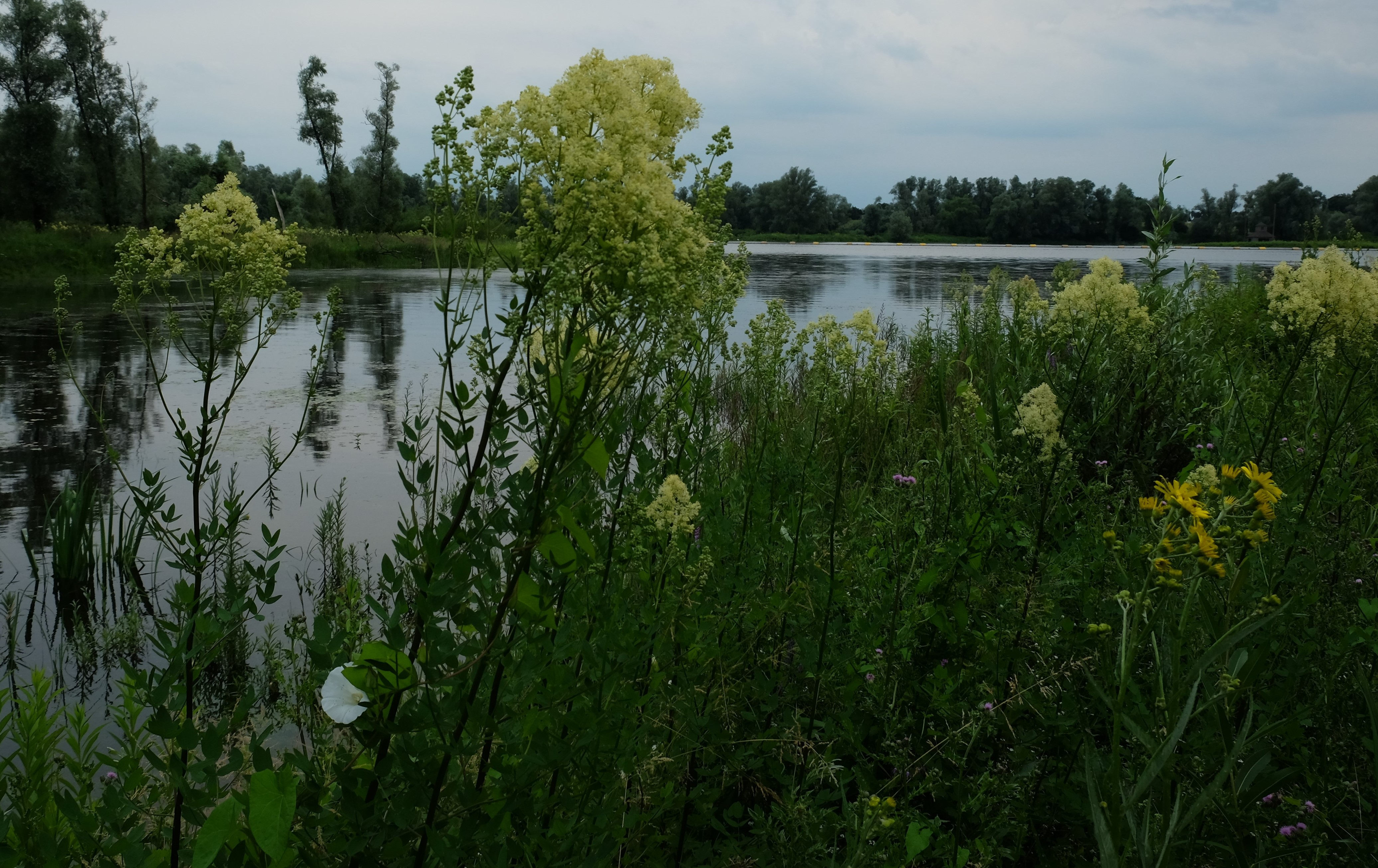
Vegetatieaspect op een regenachtige zomerdag.

## Naamgeving en codering
| Filipendulo-Thalictretum |

- Syntaxoncode voor Nederland (rVvN): r33Aa01
- Natura2000-habitattypecode (EU-code): H6430A

De wetenschappelijke naam Valeriano-Filipenduletum is afgeleid van de botanische namen van twee kensoorten van de associatie: echte valeriaan (Valeriana officinalis) en moerasspirea (Filipendula ulmaria).

## Subassociaties in Nederland en Vlaanderen
Van de associatie van moerasspirea en echte valeriaan worden in Nederland en Vlaanderen drie subassociaties onderscheiden.
- Subassociatie met hennegras (Valeriano-Filipenduletum calamagrostietosum)
- Subassociatie met gestreepte witbol (Valeriano-Filipenduletum holcetosum)
- Subassociatie met gewone smeerwortel (Valeriano-Filipenduletum symphytetosum)

## Fotogalerij

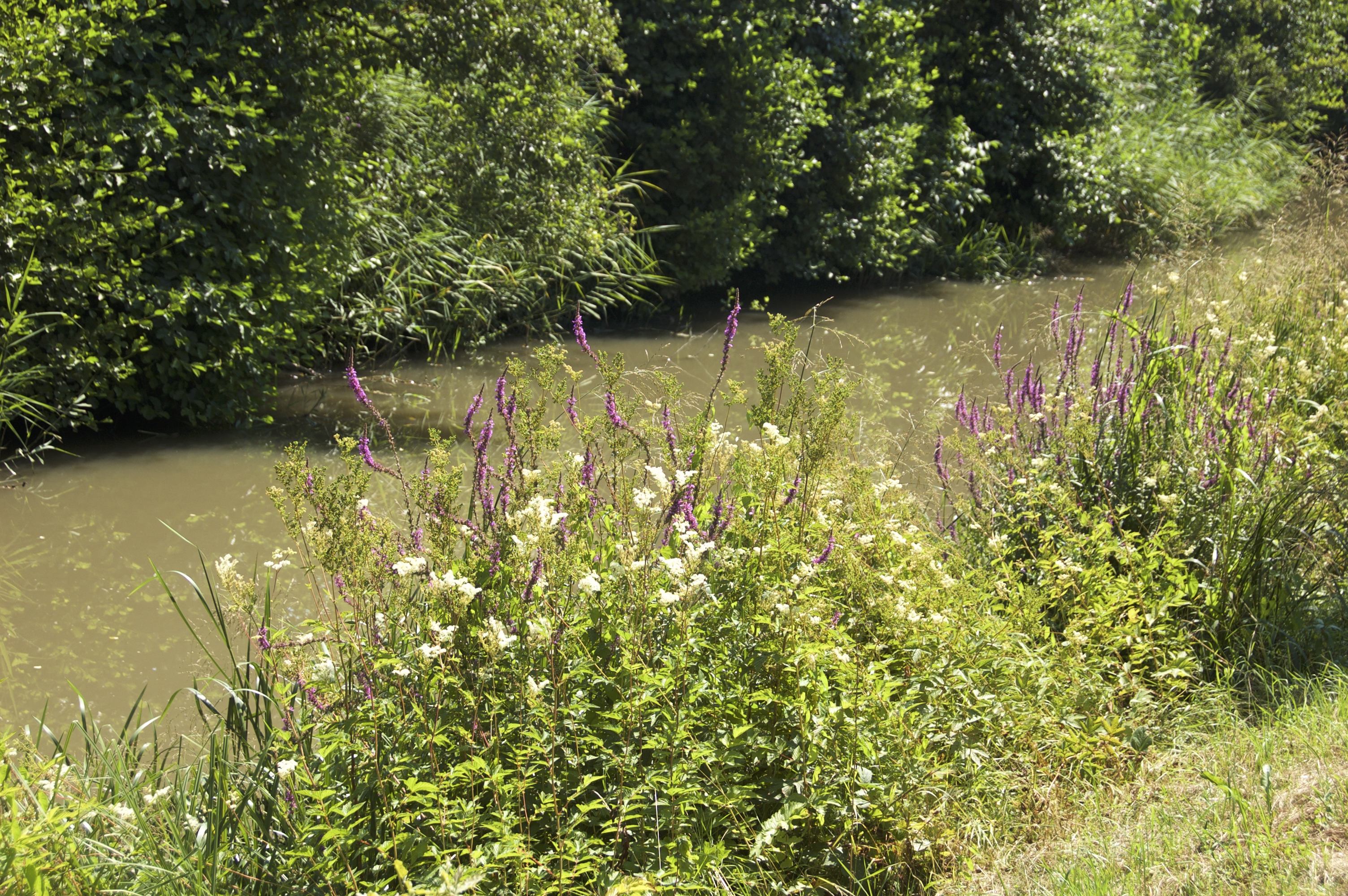
De associatie langs een smal kanaal
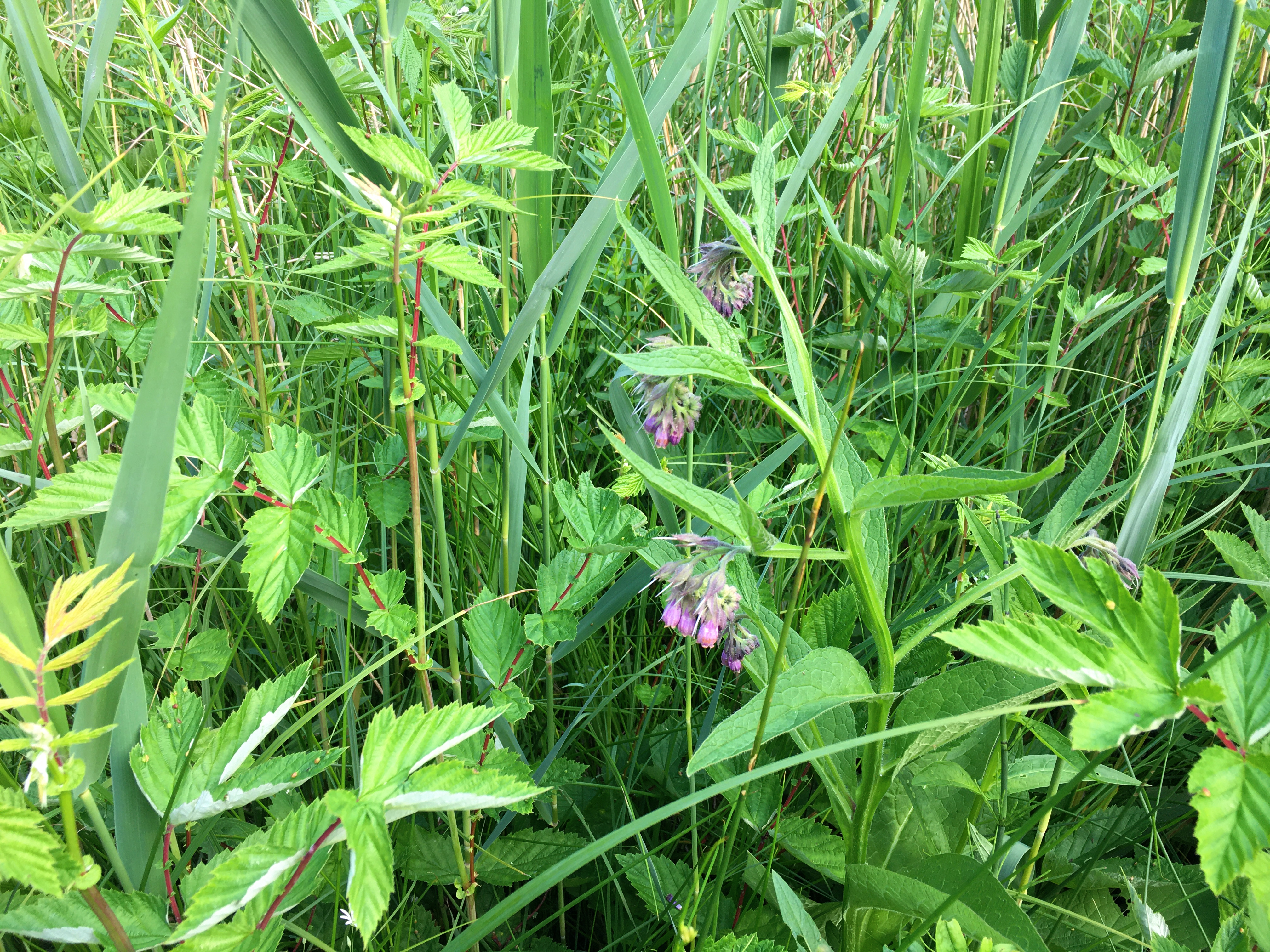
Een close-up van de associatie